# Salut les frangines
Pour plus de détails, voir Fiche technique et Distribution.
Salut les frangines est un film français réalisé par Michel Gérard et sorti en 1975.

## Fiche technique
- Titre : Salut les frangines
- Réalisation : Michel Gérard
- Scénario : Michel Gérard
- Photographie : Jean Monsigny
- Son : Jacques Gérardot
- Musique : Daniel Fauré
- Montage : Françoise Diot
- Sociétés de production : Les Activités cinégraphiques - Impexci - Les Films Jacques Leitienne
- Distribution : Les Films Jacques Leitienne
- Pays d'origine :  France
- Durée : 78 minutes
- Date de sortie : 5 mars 1975

## Distribution
- Frédéric Duru : Marc
- Laure Cotereau : Marianne
- Régis Porte : Denis
- Maurice Biraud : M. Chotard
- Jacqueline Jehanneuf : Mme Chotard
- Gabrielle Doulcet : la grand-mère
- Jacqueline Doyen : Mme Lemoine
- Henri Crémieux : le grand-père